# Gabby Cantorna
Pas d'image ? Cliquez ici

a Compétitions nationales et continentales officielles uniquement.

b Matchs officiels uniquement.
Dernière mise à jour le 1 mai 2025.
Gabby Cantorna, née le 2 août 1995 à Madison (États-Unis), est une joueuse internationale américaine de rugby à XV évoluant aux postes de demi d'ouverture et de centre. Elle joue en Angleterre aux Exeter Chiefs.

## Biographie
Gabby Cantorna naît le 2 août 1995 et grandit en Pennsylvanie. Elle commence la pratique du rugby à XV à 14 ans. Elle joue ensuite avec les Nittany Lions de l'université d'État de Pennsylvanie où elle remporte quatre titres nationaux. Elle est internationale américaine des moins de 20 ans de 2013 à 2015.
Elle devient internationale américaine senior en 2018 contre les Black Ferns. En fin de saison, elle est couronnée championne des États-Unis avec les Glendale Merlins.
En 2020, en pleine pandémie de Covid-19, elle est licenciée par la Fédération américaine. Elle est alors recrutée par les Exeter Chiefs, en compagnie de ses compatriotes Kate Zackary et Jennine Duncan. L'équipe finit sixième du Championnat d'Angleterre.[réf. nécessaire]
En 2021-2022, Gabby Cantorna dispute la Pacific Four Series. Avec les Exeter Chiefs elle va jusqu'en finale du Championnat d'Angleterre mais s'incline face aux Saracens sur le score de 21 à 43.
Elle est retenue en septembre 2022 pour disputer la Coupe du monde en Nouvelle-Zélande. Les Eagles sont éliminées en quart de finale par le Canada.[réf. nécessaire] En 2023, elle est à nouveau sélectionnée pour jouer la Pacific Four Series. Pour la deuxième année de suite, les Exeter Chiefs échouent en finale, elles sont défaites par le Gloucester-Hartpury RFC 19 à 34.
En 2023-2024, elle joue la première édition du WXV en Afrique du Sud. Elle est ensuite rappelée pour la Pacific Four Series 2024. En Championnat d'Angleterre, les Exeter Chiefs s'inclinent en demi-finale, à nouveau contre le Gloucester-Hartpury RFC.[réf. nécessaire]
Gabby Cantorna entame la saison 2024-2025 par une sélection pour la deuxième édition du WXV, dont elle joue deux rencontres.[réf. nécessaire]
Elle a un diplôme de kinésithérapeute.

## Palmarès

### En club
- Quadruple vainqueur du Championnat universitaire des États-Unis.
- Vainqueur du Championnat des États-Unis en 2019.
- Finaliste du Championnat d'Angleterre en 2022 et 2023.

### Distinctions personnelles
- Élue meilleure joueuse du Championnat des États-Unis en 2017.